# De Fabrieksbode
De Fabrieksbode was het eerste bedrijfsblad ter wereld en verscheen in de periode 1882 - 2001. Het blad werd in eigen beheer door een eigen drukkerij (Van Markens Drukkerij) vervaardigd en uitgegeven. De Fabrieksbode is vermeld in het Guinness Book of Records.
Het blad verscheen op initiatief van Jacques van Marken voor het personeel van zijn Koninklijke Nederlandsche Gist- en Spiritusfabriek in Delft. Hij was een zeer sociale man en vond het ter verheffing van de moraal en de educatie van zijn arbeiders noodzakelijk hen op de hoogte te houden van allerlei wetenswaardigheden, niet alleen de fabriek betreffende. In eerste instantie was het blad echter bedoeld als communicatiemiddel tussen de arbeiders en de fabriek.
Het blad was meer een communicatiemiddel van Van Marken naar de arbeiders, waarbij hij een vaderlijke manier van aanspreken hanteerde, wat in het idee paste van de zorg voor de arbeider in zijn fabrieksnederzetting. Zijn vrouw, Agneta Matthes, publiceerde er ook vaak stukjes in vanuit dezelfde gedachte.
Het verscheen als weekblad, de eerste uitgave op 24 juni 1882, later om de 14 dagen en nog later eenmaal per maand.
Na het overlijden van Van Marken in 1906 veranderde de toon van het blad naar meer zakelijke berichtgeving. Pas in 2000, toen het bedrijf inmiddels onder DSM was komen te vallen, veranderde ook het eenrichtingsverkeer naar tweerichtingsverkeer, omdat de werknemers toen ook hun meningen konden publiceren en er, zoals oorspronkelijk de bedoeling was, een echte communicatie tussen de werknemers en de fabrieksleiding mogelijk werd.
De nadruk werd steeds gelegd op de Delftse hoofdvestiging, die inmiddels eind 19e eeuw was uitgebreid met vestigingen in Brugge (België) en Monheim (Duitsland). In Nederland kwamen daar de vestigingen bij in Groningen, Wolvega, Nijmegen, Weesp, De Bilt, Haarlem, Meppel, Schiedam en Dordrecht.
De toon was van het vaderlijke gegaan naar een romanstijl, die later weer overging naar een zakelijker stijl.
Na de Tweede Wereldoorlog deed de bedrijfsjournalist zijn intrede, die een meer sprekende en opiniërende rol vervulde. De laatste jaren was het blad alleen nog op de Delftse vestiging gericht.
De fabrieksbode werd na bijna 120 jaar overbodig door betere en gemakkelijkere communicatie via internet en intranet binnen het bedrijf. 
De gehele uitgave, in bezit van de Koninklijke Bibliotheek, is digitaal beschikbaar via delpher.